# Aesop Rock
Ян Маттіас Бевіц (англ. Ian Matthias Bavitz); нар. 5 червня 1976, Нортпорт), виступає під псевдонімом Aesop Rock — американський репер. Один з перших виконавців суб-жанру альтернативний хіп-хоп, який почав розвиватися на початку 90-х років. Музичний сайт betterPropaganda віддав йому 19 сходинку в чарті Top 100 Artists of the Decade (укр. 100 найкращих виконавців  десятиліття).

## Біографія
Народився 5 червня 1976 року і виріс в селищі Нортпорт (штат Нью-Йорк), закінчив місцеву школу. Випускник Бостонського університету, спеціальність — живопис. Працював офіціантом.
У серпні 2001 року у Бевіца відбувся нервовий зрив. Цій події присвячений трек «One of Four» з міні-альбому Daylight.
В 2005 році одружився з Елісон Бейкер, гітаристкою каліфорнійського гурту Parchman Farm.

## Дискографія
Альбоми
- Music for Earthworms (1997)
- Float (2000)
- Labor Days (2001)
- Bazooka Tooth (2003)
- None Shall Pass (2007)
- Are You Gonna Eat That? (2011) (with Rob Sonic & DJ Big Wiz, as Hail Mary Mallon)
- Skelethon (2012)
- Hokey Fright (2013) (with Kimya Dawson, as The Uncluded)[3]
- The Impossible Kid (2016)

Мініальбоми
- Appleseed (1999)
- Daylight (2002)
- Fast Cars, Danger, Fire and Knives (2005)
- All Day: Nike+ Original Run (2007)
- Lice (2015) (з Homeboy Sandman)[4]

Збірки
- Build Your Own Bazooka Tooth (2003)
- B-Sides & Rarities Vol. 1: 1999—2003 (2005)
- B-Sides & Rarities Vol. 2: 2003—2006 (2006)
- B-Sides & Rarities Vol. 3: 2006—2009 (2009)

Сингли
| Рік  | Назва               | Альбом                |
| ---- | ------------------- | --------------------- |
| 2001 | «Coma»              | Labor Days            |
| 2001 | «Boombox»           | Labor Days            |
| 2001 | «Daylight»          | Labor Days & Daylight |
| 2003 | «Limelighters»      | Bazooka Tooth         |
| 2003 | «Freeze»            | Bazooka Tooth         |
| 2003 | «Easy»              | Bazooka Tooth         |
| 2004 | «All in All»        | Def Jux Presents 3    |
| 2006 | «Fishtales»         | non-album single      |
| 2007 | «None Shall Pass»   | None Shall Pass       |
| 2007 | «Coffee»            | None Shall Pass       |
| 2012 | «Zero Dark Thirty»  | Skelethon             |
| 2012 | «ZZZ Top»           | Skelethon             |
| 2012 | «Cycles to Gehenna» | Skelethon             |
| 2016 | «Rings»             | The Impossible Kid    |
| 2016 | «Blood Sandwich»    | The Impossible Kid    |